# Manuel Ávila Camacho, Veracruz
Manuel Ávila Camacho är en ort i Mexiko.   Den ligger i kommunen San Rafael och delstaten Veracruz, i den sydöstra delen av landet, 240 km öster om huvudstaden Mexico City. Manuel Ávila Camacho ligger 102 meter över havet och antalet invånare är 739.
Terrängen runt Manuel Ávila Camacho är huvudsakligen platt. Manuel Ávila Camacho ligger uppe på en höjd. Runt Manuel Ávila Camacho är det ganska tätbefolkat, med 230 invånare per kvadratkilometer. Närmaste större samhälle är Martínez de la Torre, 16,4 km söder om Manuel Ávila Camacho. Omgivningarna runt Manuel Ávila Camacho är en mosaik av jordbruksmark och naturlig växtlighet.